# هتل میلیون‌دلاری
هتل میلیون دلاری (به انگلیسی: The Million Dollar Hotel) فیلمی به کارگردانی ویم وندرس است.
موسیقی این فیلم از آثار گروه یوتو است. همچنین فیلم‌نامهٔ این فیلم توسط بونو - یکی از اعضای یوتو - نوشته شده است.